# De Poort des Doods
De Poort des Doods is een zevendelige boekenserie, geschreven door Margaret Weis en Tracy Hickman. 

## Verhaal
Het hoofdpersonage, Haplo, is een Patryn, een volk dat aan het eind van de oude wereld in het Labyrint is opgesloten door de Sartanen. De Sartanen hebben na de oorlog op de oude wereld (met de Patrynen, hun oudste vijand) hen opgesloten in die verschrikkelijke dimensie. Nu, eeuwen later, komen de eerste Patrynen uit het Labyrint, en merken dat de wereld is gesplitst in vier rijken: Arianus, het rijk van lucht; Pryan, het rijk van vuur; Abarrach, het rijk van steen; en Chelestra, het rijk van water. De vier rijken zijn verbonden door middel van de poort des doods, die uitkomt in de Nexus. De Nexus is een knooppunt in de dimensies, en de poorten van de rijken komen hier op uit, net als uitgang van het Labyrint. In werkelijkheid zijn de vijf werelden parallelle dimensies die zich, volgens de auteurs, op dezelfde plaats en tijd in de ruimte bevinden. De Poort des Doods is de enige tijd-ruimte verbinding tussen deze werelden.
Het is Haplo's opdracht, die hij heeft gekregen van de Heer van de Nexus, de eerste Patryn die uit het verschrikkelijke Labyrint wist te ontsnappen, de vier rijken te onderzoeken en in chaos achter te laten zodat het voor de Patrynen makkelijker is wereldheerschappij te verwerven, hun uiteindelijke doel. Boven dat moet Haplo onderzoeken of er nog Sartanen bestaan, de oudste vijand, het volk dat hen opsloot in het Labyrint en de wereld splitste.

## Delen
Er zijn in totaal zeven delen verschenen in deze serie:
- Drakevleugel (februari 1990)
- Elfenster (november 1990)
- Vuurzee (augustus 1991)
- Toverslang (april 1992)
- Chaosschepper (april 1993)
- Dwaalwegen (december 1993)
- Meesterpoort (september 1994)

## Werelden
In de serie komen er verschillende werelden voor. Dit zijn:
- De oude wereld

De hedendaagse wereld.
- Het Labyrint

De wereld waarin de Patrynen werden opgesloten nadat de Sartanen de oude wereld splitsten.
- De Nexus

De wereld waar de Patrynen in woonden nadat ze uit het Labyrint ontsnapten.
- Arianus

De wereld van lucht, meerdere eilanden die in de lucht vliegen.
- Pryan

De wereld van vuur, een gigantische holle bol met vier zonnen in het midden.
- Abarrach

De wereld van steen, een gigantisch stuk steen met een hart van lava en veel grotten
- Chelestra

De wereld van water, een gigantische klomp ijs die in het midden is ontdooid door een zeezon. Er zijn planeten die Durnai heten en levende bollen zijn. Deze hebben dalen waar mensen in kunnen leven. 